# Красноярская губернская мужская гимназия
Красноя́рская губе́рнская мужска́я гимна́зия — среднее учебное заведение в Российской империи, в городе Красноярск.

## История
Открытие гимназии в Красноярске планировалось с 1837 года. В 1856 году в Сибирский Комитет было подано ходатайство об открытии мужской гимназии в доме, пожертвованном вдовой коммерции советника Мясниковой. Но началось судебное разбирательство о наследстве и открытие гимназии было отложено до нахождения подходящего помещения. 9 июня 1857 года император на этом решении оставил резолюцию «исполнить». Губернатором Енисейской губернии П. Н. Замятниным была открыта подписка для сбора средств. Было собрано 55 тысяч рублей. В декабре 1864 года был создан временный комитет для устройства мужской и женской гимназий в Красноярске. За 15 тысяч рублей был приобретён дом у ейской купчихи Ребиковой. П. Н. Замятнин, оставив пост губернатора, в Москве продолжал собирать деньги для гимназии. По его просьбе Потомственный почётный гражданин И. А. Толкачёв пожертвовал для женской гимназии 2-этажный дом стоимостью 15 тысяч рублей. Оба здания были перестроены. 30 октября 1867 года император утвердил мнение Государственного Совета об открытии гимназии 1 июля 1868 года. В первый год в гимназии училось 70 человек.
Гимназия открылась в 12 часов 1 июля 1868 года как классическая гимназия. На открытии присутствовал генерал-губернатор Восточной Сибири
М. С. Корсаков, П. Н. Замятнин, епископ Никодим.
Гимназия давала гуманитарно-классическое образование. Главными предметами считались русский и церковнославянский языки, словесность, история отечественная и древних классических народов, древние языки и литература, а также на выбор один из двух современных иностранных языков (немецкий или французский), большое значение уделялось математике. Чистописание, рисование и черчение предлагались по выбору учащихся, обучение музыке и пению велось за отдельную плату. Гимназисты обучались игре на духовых и музыкальных инструментах. Некоторые преподаватели стремились не только донести свой предмет до учащихся, но и расширить их кругозор и сформировать собственное мировоззрение. В летний период педагогами гимназии организовывались экскурсии на пароходе по Енисею, походы в заповедник Столбы, разнообразные пикники и прогулки.
На обширном дворе гимназии были устроены площадки для игры в мяч и снаряды для занятий гимнастикой. Популярной игрой на перемене и после уроков была чехарда.
Состав учеников комплектовался в основном из детей дворян, чиновников и купечества, в классах наблюдалось сильное различие учеников по возрасту. Руководство гимназий обязывало учеников носить форму даже во внеучебное время. Форменными были темно-синий суконный мундир с девятью оловянными пуговицами впереди и четырьмя пуговицами на клапанах на спине, темно-синие суконные шаровары, серая шинель, фуражка с козырьком и жестяным посеребренным знаком в виде двух перекрещенных лавровых листьев, между которыми две заглавные буквы, указывавшие названия города и гимназии с её номером. В зимнее время надевали черную овечью шубу «барнаулку» или «минусинку» и большую папаху с
гербом.
Несмотря на раздельное школьное обучение мальчиков и девочек, старшеклассники встречались, вместе проводили свободное время.
Большое участие в обеспечении учебного процесса пособиями и литературой принял красноярский губернатор П. Н. Замятнин и общественность города. Купец М. А. Крутовский передал гимназии коллекцию минералов.
16 августа 1868 года в гимназии начались занятия. Первое время испытывались трудности с обеспечением учебниками, штат педагогов был полностью укомплектован только в 1881 году (однако и далее преподавание по ряду предметов не велось), не были оборудованы должным образом специализированные учебные кабинеты. Из-за отсутствия преподавателей древних языков была переименована из классической в губернскую гимназию.
Первый выпуск состоялся в 1876 году.
В апреле 1881 года здание гимназии сильно пострадало во время пожара. Новое здание для гимназии было построено в 1889—1891 годах по проекту архитектора Климова, при участии М. Ю. Арнольда, на соседнем участке земли (в настоящее время это здание занимает Политехнический институт Сибирского Федерального университета).
В 1891 году гимназию посетил цесаревич Николай Александрович, в гимназическом саду он посадил сибирский кедр.
В 1920 году гимназия была закрыта.

## Известные преподаватели
- Николай Никитович Бакай
- Николай Иванович Козьмин[2] (история, география)
- Д. Е. Лаппо[3] (законоведение)
- Иван Тимофеевич Савенков (математика, физика и естествознание)

## Известные выпускники
- Николай Ауэрбах (1911)
- Александр Баландин
- Вячеслав Домбровский (1912)
- Николай Катанов (1884, с золотой медалью)
- Матвей Коган-Бернштейн
- Иван Кондаков (1880)
- Пётр Красиков (1891)
- Владимир Крутовский (1876)
- Василий Осипанов (1881)
- Пётр Островских (1891)
- Владимир Пикок
- Леонид Прасолов (1893)
- Александр Скочинский (1893)
- Алексей Ушаков
- Евгений Шнейдер (1916, с отличием)
- Александр Яворский